# 163. brigada HV
163. brigada Hrvatske vojske je ustrojena u Dubrovniku 16. siječnja 1992. godine.

## Povijest brigade
Početkom agresije na Hrvatsku ukazala se potreba za osnivanjem jedne postrojbe Hrvatske vojske čije bi zadaće bile braniti i obraniti šire područje Dubrovnika, od Konavala do Dubrovačkog primorja. Temelj ovoj brigadi je činilo 87 pripadnika satnije Zbora narodne garde u sastavu 116. brigade HV.
U svibnju 1991. godine, u tadašnjoj Mjesnoj zajednici Gruž (danas gradski kotar), nekolicina domoljuba osniva prvi dragovoljački odred. Odred se sastojao isključivo od dragovoljaca koji su bili spremni braniti jug Hrvatske. U to vrijeme odred je bio nenaoružan, točnije samo rijetki pripadnici su posjedovali oružje i to uglavnom lovačke puške i pištolje. U rujnu iste godine u grad Dubrovnik stiže prvi manji kontigent naoružanja, pa se pripadnici odreda naoružavaju i nakon sedmodnevne obuke prva naoružana grupa sastavljena od desetak pripadnika 15. rujna 1991. godine kreće na prvi borbeni položaj u selo Bosanku na istočnoj padini brda Srđ.
Nakon toga se, tijekom studenog 1991. godine, na području Dubrovnika osnivaju 1. i 2. satnija, koje će poslije prerasti u pješačke bojne, koje su bile pripojene 116. brigadi HV. Zapovjednik prve bojne je bio pukovnik Eduard Čengija, a zapovjednik 2. bojne pukovnik Krešo Klarić.
Pripadnici ovih dviju bojni su bili raspoređeni duž cijele crte bojišta, od granice s Crnom Gorom, Prevlake i Konavala na istoku, do sela Osojnik u dubrovačkom zaleđu na zapadu te sela Gornjeg Brgata na sjeveru bojišta, prema granici s BiH. Postrojbe su u početku bilježile poraze protiv deseterostruko brojnijeg i daleko bolje naoružanog protivnika JNA i pripadnika četničkih postrojbi iz Crne Gore i istočne Hercegovine većinom Trebinjaca.
U studenom 1991. godine Dubrovnik je potpuno opkoljen i blokiran od ostatka svijeta. 1. i 2. pješačka bojna su u to vrijeme imale oko 700 branitelja, jer u Dubrovnik nije stiglo obećano naoružanje. Ove dvije postrojbe tada preuzimaju zadaće obrane samog grada i to: 1. pješačka bojna na potezu od hotela Belvederea do istočnog ulaza u grad i utvrde Imperiala na brdu Srđ, a 2. pješačka bojna položaje u selu Sustjepanu, naselju Nuncijati te na Jadranskoj turističkoj cesti iznad naselja Gruža.
Ove dvije slabo naoružane postrojbe, potpomognute pripadnicima postrojbe specijalne policije, uspješno su odolijevale svim pokušajim neprijatelja da prodre u sam Dubrovnik. Dana 6. prosinca 1991. godine, za vrijeme najžešćeg napada u dubrovačkoj povijesti, na prvim crtama obrane nalazilo se točno 163 branitelja, koji su potpomognuti topničkom vatrom malobrojnih minobacača uspjeli obraniti Dubrovnik.
Brigada je u svom sastavu imala dvije pješačke bojne, TRD (Topničko raketni divizijun), PZO, a tijekom travnja 1992. dolaskom oklopnih sredstava, proveden je preustroj kojim je utemeljena oklopna satnija, te se nabavom više sredstava uspostavlja sustav zračne obrane.

## Naziv brigade
Nedugo nakon toga napada, točnije 16. siječnja 1992. godine osnovana je 163. brigada HV, a naziv 163. je dobila po broju branitelja na prvoj crti obrane za vrijeme najžešćeg napada 6. prosinca 1991. godine. 

## Akcije 163. brigade
Pripadnici 163. brigade su aktivno sudjelovali u obrani Dubrovnika te u svim akcijama čišćenja dubrovačkog zaleđa od operacije Tigar do operacije Vlaštica, a nakon ovih operacija 163. brigada prelazi u aktivnu obranu dosegnutih položaja koje je držala do veljače 1996. godine kada je veći dio pripadnika brigade razvojačen.
Tijekom Domovinskog rata poginulo je 113 pripadnika 163. brigade HV.
Ratni zapovjednici 163. brigade bili su pukovnik Ivan Varenina, brigadiri Veseljko Gabričević i Željko Topolovec, a potom pukovnik Ante Elez.

## Brigada danas
Danas brigada djeluje kao pričuvna postrojba Hrvatske vojske a nosi oznaku 630. domobranska pukovnija. Zapovjednik brigade je pukovnik Marko Mujan.